# Raizō Tanaka
Pour les articles homonymes, voir Tanaka.
Raizō Tanaka (田中 頼三, Tanaka Raizō), né le 27 avril 1892 dans la préfecture de Yamaguchi et mort le 9 juillet 1969, est un vice-amiral japonais de la Seconde Guerre mondiale. Il est particulièrement connu comme commandant d'escadrille de destroyers, ayant, à la tête de la 2e Escadre de Destroyers conduit un nombre important d'opérations connues sous le sobriquet de « Tokyo Express », pendant la campagne de Guadalcanal, et a infligé à l'U.S. Navy une de ses plus cinglantes défaites de la guerre du Pacifique, à la bataille de Tassafaronga, à la fin de novembre 1942.

## Carrière

### Avant la guerre du Pacifique
Raizō Tanaka, diplômé en 1913 de l'Académie navale impériale du Japon dans la 41e promotion, classé 34e sur 118 élèves, embarque comme midship (Shōi Kōhosei) sur le croiseur cuirassé Asama, le cuirassé pré-dreadnought Aki et le croiseur cuirassé Nisshin. Comme enseigne de vaisseau (Shōi et Chūi) de 1914 à 1919, il embarque sur le croiseur protégé Kasagi et le croiseur de bataille Kongō, puis il suit les cours de l'École de Canonnage et de l'École de Torpillage. Il embarque ensuite sur le destroyer de 3e classe Hatsushimo, sur le destroyer de 2e classe Kusunoki, et sur le cuirassé pré-dreadnought Katori. Comme lieutenant de vaisseau (Daii) de 1919 à 1925, il se perfectionne à l'École de Torpillage, puis embarque sur le ravitailleur de sous-marins Karasaki, sur le croiseur cuirassé Iwate, et comme chef du service Torpilles sur le destroyer Shiokaze, et sur le croiseur léger Yura. Il rejoint l'état-major de la 5e Escadre fin 1924. Comme capitaine de corvette (Shōsa ) de 1925 à 1930, il enseigne à l'École de Torpillage et retourne à l'état-major de la 5e Escadre, puis rejoint l'état-major du District naval de Kure. Il reçoit son premier commandement, le destroyer Tashikaze. Promu capitaine de frégate (Chūsa) en 1930, il est affecté comme officier chargé de l'achèvement du destroyer Ushio, dont il devient le commandant jusqu'à ce qu'il rejoigne, fin 1932, l'état-major du District naval de Yokosuka. Promu capitaine de vaisseau (Daisa), en 1935, il reçoit en 1937,le commandement du 2e groupe de destroyers, puis celui du croiseur léger Jintsu. Il devient un an plus tard le chef d'état-major du District de garde de Mako, puis exerce le commandement du cuirassé rapide Kongō. Le 1er mai 1941, il est nommé à la tête de la 6e Escadre de Sous-marins et le 15 septembre, il reçoit le commandement de la 2e Escadre de Destroyers, et retrouve le Jintsu, sur lequel il va hisser sa marque, le 26 novembre.
Le 15 octobre 1941, il a été promu contre-amiral.

### Des Philipines, aux Célèbes et à Java jusqu'à Midway

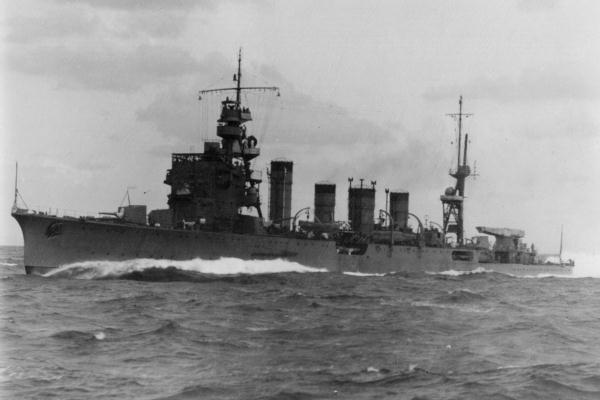
Le croiseur léger Jintsu, ici en essais en 1939, sur lequel le contre-amiral Tanaka a eu sa marque de novembre 1941 à août 1942.

Rattaché à la 3e Flotte, au sein de la Force du sud, qui est chargée de l'attaque des Philippines du Sud, la contre-amiral Tanaka qui a sa marque de commandant de la 2e Escadre de Destroyers sur le croiseur léger Jintsu, va couvrir, de concert avec des croiseurs de la 5e Division, du contre-amiral Takagi, et le porte-avions Ryūjō du contre-amiral Kakuta les débarquements de Legaspi, le 12 décembre, Davao, le 19 et 20 décembre et Jolo, le 24 décembre. Il participe ensuite à l'attaque des Indes Orientales Néerlandaises, Manado-Kema puis Bangka en janvier, Amboine puis Timor en février. Il quitte Macassar le 25 février,
pour aller attaquer Java et participe alors à la bataille de la mer de Java (27 -28 février 1942) qui voit la destruction quasi totale de la force navale du contre-amiral néerlandais Doorman de l'ABDACOM (Commandement Américain-Britannique-Hollandais-Australien).
À la bataille de Midway, la 2e Escadre de Destroyers est attachée à la 2e Flotte du vice-amiral Kondō qui doit couvrir le débarquement sur l'ile de Midway, débarquement qui est annulé, à la suite de la perte, le 4 juin 1942, des quatre porte-avions du vice-amiral Nagumo, ce qui prive la flotte de couverture aérienne. Les différents éléments de troupes du génie, d'infanterie et de fusiliers marins que la 2e Escadre de Destroyers escortait sont ramenés à Truk, Guam et Yokosuka.

### Devant Guadalcanal avec le “Tokyo Express”
À la suite de l'attaque américaine, le 7 août, sur Guadalcanal et Tulagi (Opération Watchtower), la 2e Escadre de Destroyers gagne Truk et embarque le premier détachement de renfort d'infanterie d'un peu plus de 900 hommes, qui est débarqué à Guadalcanal dans la nuit du 18 au 19 août. Tandis que la première attaque japonaise contre le terrain d'aviation en construction à la pointe Lunga est repoussée par les U.S. Marines à la bataille du Tenaru,, et que les premiers avions américains se posent sur le terrain qui prendra le nom du major Lofton Henderson, premier aviateur du Corps des Marines tué à Midway, le contre-amiral Tanaka escorte un second convoi transportant 1 300 hommes, qui bénéficie de la couverture des 2e et 3e Flottes japonaises des vice-amiraux Kondō et Nagumo. Mais les porte-avions USS Saratoga et Enterprise aux ordres du contre-amiral Fletcher, sont à la mer. Au cours de la bataille des Salomon orientales qui s'ensuit, le 24 août, le porte-avions léger Ryūjō est coulé, et l'USS Enterprise endommagé. Le lendemain, le convoi qu'escorte la 2e Division de Destroyers est attaqué par des avions partis d'Henderson Field. Le croiseur Jintsu est touché , le contre-amiral Tanaka, blessé, qui y a sa marque, doit la transférer sur le destroyer Kagero et le convoi doit se détourner vers les îlots Shortland.

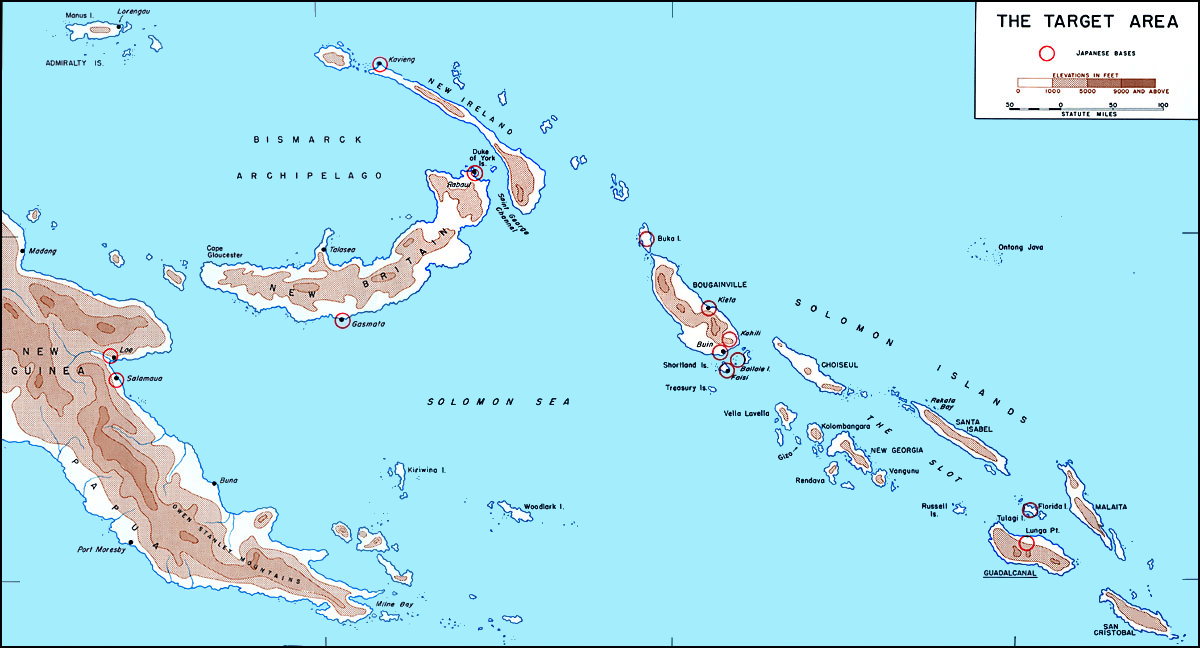
Carte de la zone des Salomon, avec indication des positions japonaises tenues en août 1942.

L'implantation d'une soixantaine d'appareils, bombardiers et chasseurs, sur Henderson Field, dès la fin août, est un avantage considérable pour les Américains, alors que les Japonais doivent mener leurs attaques depuis Rabaul, avec huit heures de vol aller et retour sur 1 800 km, et au plus près, à plus de 500 kilomètres, depuis l'aérodrome de Buin, à l'extrême sud de l'île de Bougainville, où des observateurs côtiers australiens peuvent donner l'alerte lors des raids aériens japonais. La supériorité aérienne américaine de jour conduit les Japonais à utiliser, pour acheminer des renforts, soit des navires de transport assez rapides, pour n'entrer qu'à la nuit faite, dans la zone d'action des bombardiers américains, décharger leur cargaison et se trouver, avant le jour hors du rayon d'action des bombardiers basés sur Guadalcanal, soit à utiliser des navires lents pour assurer le transport jusqu'à Rabaul, ou aux îlots Shortland et transférer cargaisons et renforts sur des destroyers, qui pouvaient, de surcroît, effectuer, au retour, un bombardement nocturne des positions américaines. Ce système de renforcement nocturne des forces japonaises a été baptisé “l'Express de Tokyo” par la presse américaine et "transport de rats" par les Japonais,. C'est en effectuant un certain nombre de ces opérations que le contre-amiral Tanaka a acquis sa réputation et son surnom, auprès des Marines, de "Tanaka le tenace".
Dans la nuit du 4 au 5 septembre, au cours d'un nouveau raid, la 2e Escadre de Destroyers rencontre et coule deux destroyers anciens, les USS Gregory (en) et Little (en). Le surlendemain de la bataille du Cap Espérance (12 octobre), alors que la piste Henderson avait été sévèrement bombardée le 13, par les cuirassés rapides du vice-amiral Kurita, et le 14, par les croiseurs lourds du vice-amiral Mikawa, le contre-amiral Tanaka débarque 4 500 hommes sur Guadalcanal à Tassafaronga. Après l'échec de l'offensive contre Henderson Field, du 23 au 26 octobre, et la bataille des îles Santa Cruz, qui oppose du 25 au 27 octobre, les forces aéronavales japonaises et américaines, les destroyers du contre-amiral Tanaka accomplissent de très nombreuses missions du “Tokyo Express”.
Le 10 novembre, c'est un important convoi de onze navires de transport, escortés par la 2e Escadre de Destroyers, qui quitte les îlots Shortland. La couverture éloignée est assurée par la 2e Flotte du vice-amiral Kondō, qui vient d'être nommé adjoint au Commandant-en-Chef de la Flotte combinée. Au sein de la 2e Flotte, la 11e Division de Cuirassés (les cuirassés rapides Hiei et Kirishima) aux ordres du vice-amiral Abe a reçu mission de bombarder Henderson Field. Mais dans la matinée du 12, un bombardier américain repère les cuirassés, ce qui met en alerte le contre-amiral Callaghan, qui dispose de deux croiseurs lourds, un grand croiseur léger et deux croiseurs légers anti-aériens. La première bataille navale de Guadalcanal, dans la nuit du 12 au 13 novembre, est une mêlée violente et confuse où les Japonais voient le cuirassé rapide Hiei très endommagé dans le combat de nuit, sabordé par l'amiral Kurita malgré l'interdiction de l'amiral Yamamoto Ils ont de surcroît deux destroyers coulés et un endommagé. Les Américains ont deux croiseurs légers anti-aériens coulés, deux croiseurs lourds très endommagés et quatre destroyers coulés. Quant au convoi, le contre-amiral Tanaka va le mettre à l'abri, aux îlots Shortland. Mais cette nuit-là, Henderson Field n'a pas été bombardé.

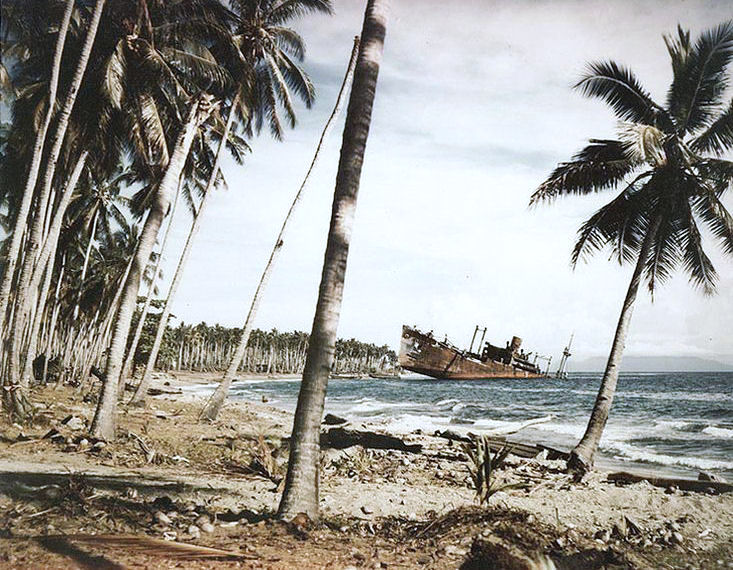
Le transport japonais Kinugawa Maru, détruit le 15 novembre 1942, après s'être jeté à la côte, à Tassafaronga. La photo a été prise l'année suivante

Dans la nuit suivante, du 13 au 14, les croiseurs lourds de la 8e Flotte, menés par les vice-amiraux Mikawa et Nishimura arrivent de Rabaul et bombardent Henderson Field, et le convoi toujours escorté par les destroyers du contre-amiral Tanaka reprend le chemin de Guadalcanal. Mais dès la matinée du 14 novembre, l'aviation embarquée américaine et l'aviation basée à Henderson Field repartent à l'attaque, contre les croiseurs du vice-amiral Mikawa coulant un croiseur lourd et en endommageant deux autres, et contre le convoi, qui, malgré la Défense Contre Avions des destroyers et la chasse embarquée du porte-avions Hiyō, perd six de ses onze navires, un septième, endommagé, regagnant les îlots Shortland.
Dans la nuit du 14 au 15 novembre, le vice-amiral Kondō, qui a reçu de l'amiral Yamamoto l'ordre d'exécuter la mission de bombardement d'Henderson Field qui n'avait pas pu être menée à bien, arrive de l'atoll d'Ontong Java, sur le croiseur lourd Atago avec le Takao et le cuirassé rapide Kirishima, deux croiseurs légers et neuf destroyers. Mais du côté américain, est arrivée de Nouméa la Task Force 64 du vice-amiral “Ching” Lee avec deux cuirassés modernes, les USS Washington et South Dakota, et quatre destroyers. La rencontre des deux flottes aboutit à la perte de trois destroyers du côté américain, du cuirassé rapide Kirishima et d'un destroyer du côté japonais, après quoi les quatre transports restant du convoi escorté par le contre-amiral Tanaka se sont jetés à la côte, au moins 2 000 hommes ont débarqué, mais les navires et leur cargaison ont été détruits le lendemain matin par l'aviation américaine et un destroyer.

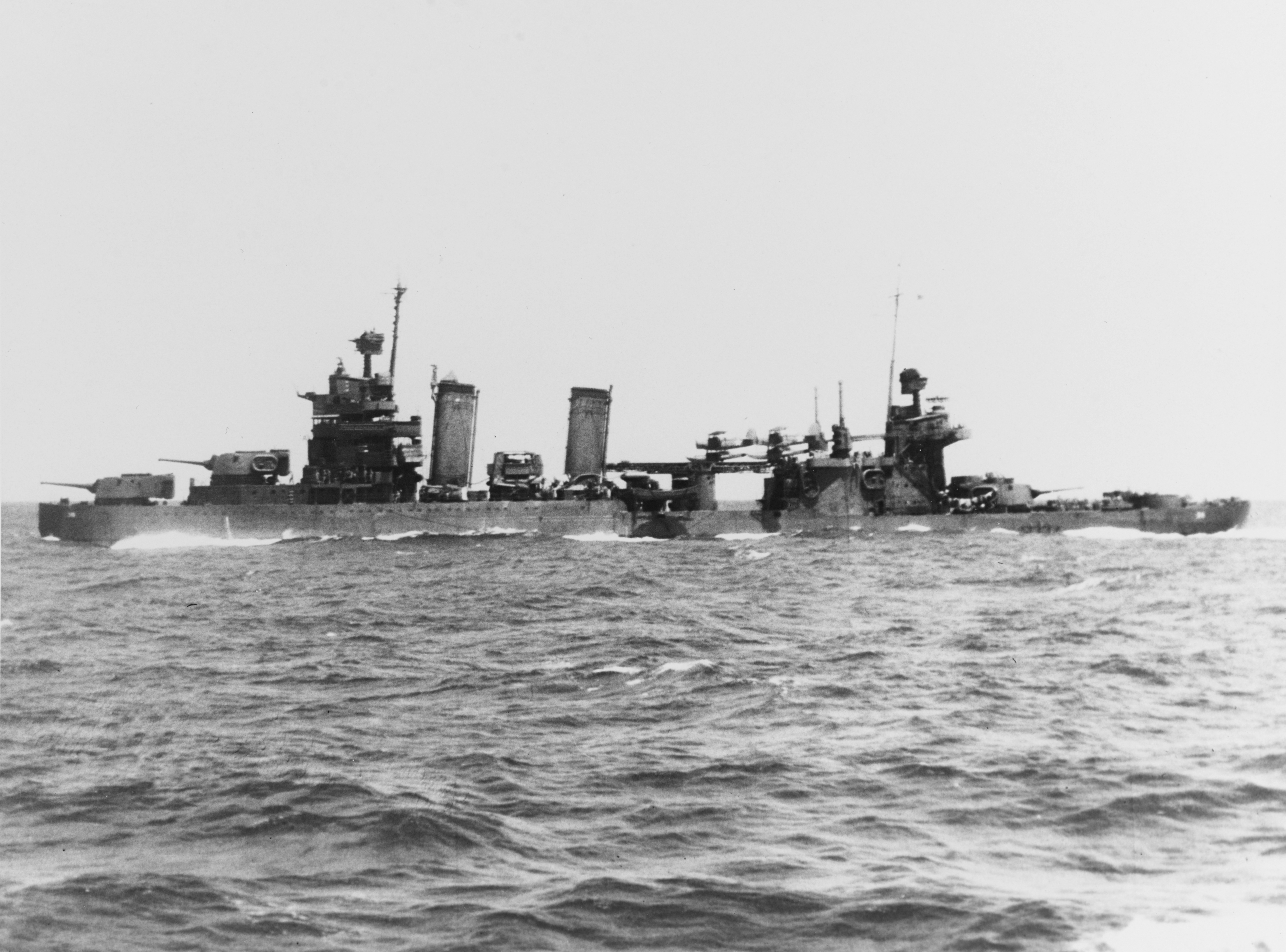
L' rentre à Pearl Harbour sans sa proue qui a été détruite à la bataille de Tassafaronga

Le haut-commandement de la Marine Impériale japonaise a renoncé ensuite à ravitailler Guadalcanal par des convois de transports escortés et a limité le “Tokyo Express” à des raids de destroyers. Le contre-amiral Tanaka a conduit la première de ces opérations, avec huit destroyers, fin novembre. Il a rencontré dans la nuit du 30 novembre au 1er décembre, au cours de la bataille de Tassafaronga, une force de quatre croiseurs lourds et un grand croiseur léger, la Task Force 67. Pris sous le feu des bâtiments américains qui ont coulé le destoyer Takanami, le contre-amiral Tanaka a promptement fait demi-tour et lancé ses performantes torpilles Longues Lances. Le croiseur lourd USS Northampton a été coulé, et les croiseurs USS Minneapolis, New Orleans et Pensacola ont été très gravement endommagés. Ce fut une des plus cinglantes défaites américaines de la guerre du Pacifique.
Fin décembre 1942, blessé lorsque des vedettes rapides américaines (PT boats) ont torpillé le destroyer sur lequel il se trouvait, le contre-amiral Tanaka quitte le commandement de la 2e Division de Destroyers, et prend le commandement de l'unité de garde de Maizuru. Il ne recevra plus ensuite de commandement à la mer, ni de commandement important à terre, après octobre 1943. Il est toutefois promu vice-amiral le 15 octobre 1944.
Il est mis à la retraite en 1946.
Il décède en 1969, à 77 ans.